# 耶稣医院
耶稣医院（Hospital de Jesús Nazareno）原名无玷始胎医院（Purísima Concepción）和侯爵医院（ Hospital del Marqués），位于墨西哥城历史中心，仍在运作中，设于一座现代主义建筑内，位于原来的医院前面，原来的教堂旁边。历史建筑和庭院都是17世纪西班牙殖民时代的建筑。

## 历史
据推测，医院的地点正是1519年埃尔南·科尔特斯和蒙特蘇馬二世第一次见面的地方，当时这里是通往伊斯塔帕拉帕的堤道的起点。科尔特斯下令建造一所医院，来照顾与西班牙人作战受伤的阿兹特克士兵。
科尔特斯在遗嘱中说，他希望为在征服特诺奇蒂特兰期间经历过战斗的阿兹特克战士的儿子建造医院。这不是一个西班牙伤兵的医院。
1646年，为向医学生教授解剖学，在医院进行了美洲大陆的第一次尸体解剖。今天，该建筑仍在行使医院的功能。

## 建筑

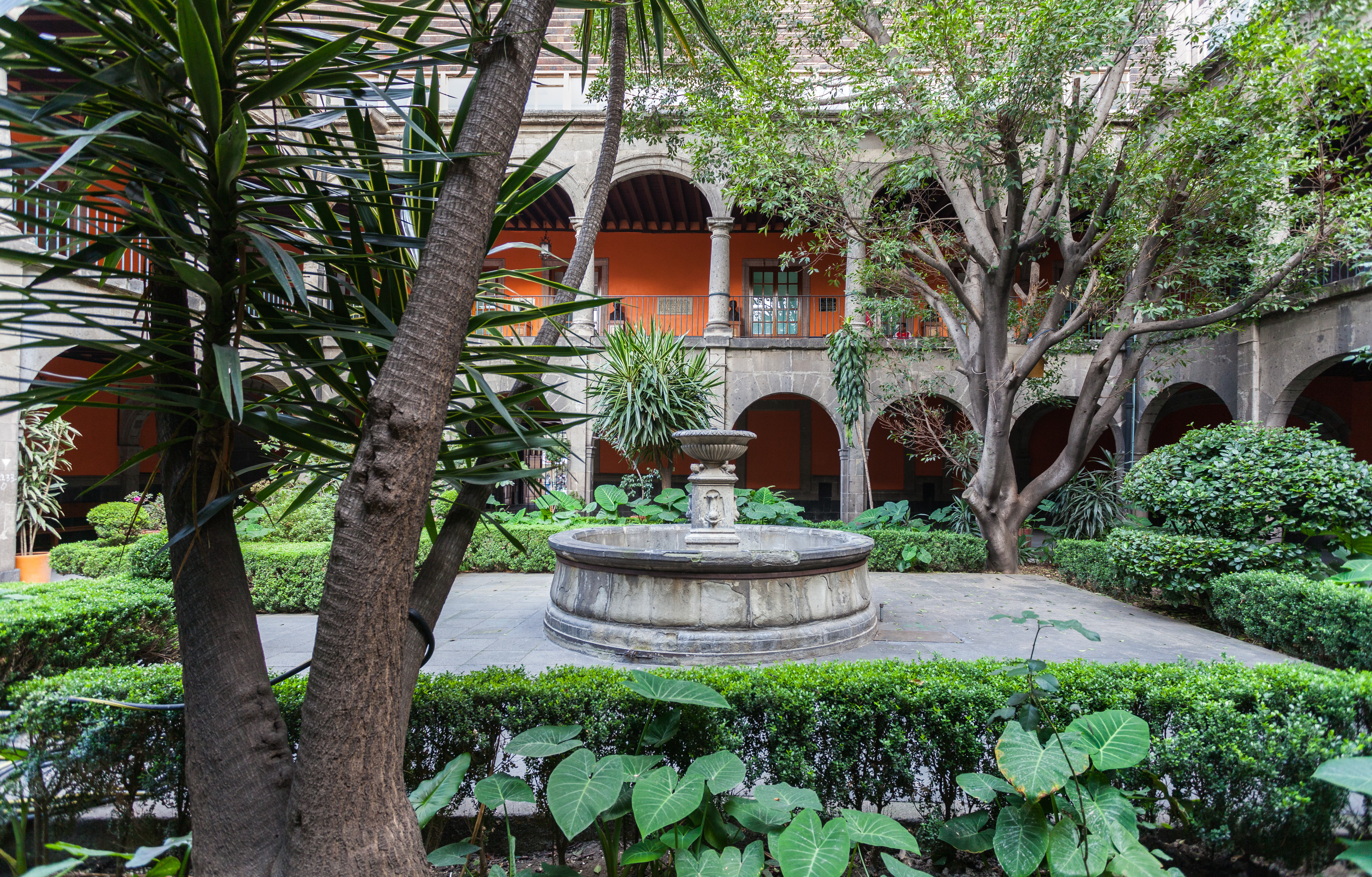

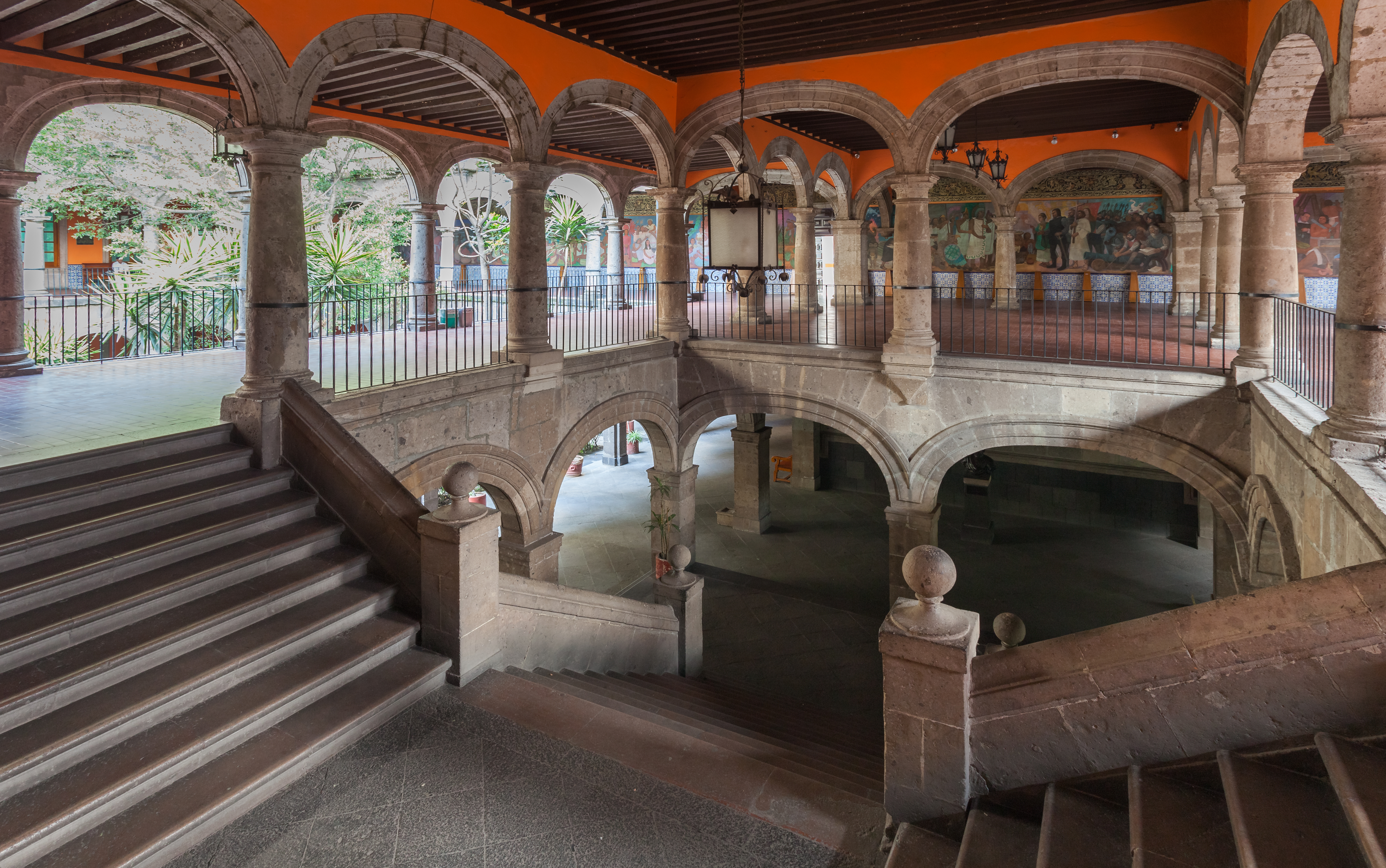

建筑群包括一座教堂和医院，分为四个部分。 原来的医院大楼被一个现代主义建筑的立面遮住了，但是，旁边的教堂仍然保留了原来的立面。进入正门后，是一个殖民地时期的庭院，中间是植物和喷泉，周围是二层楼的建筑物。 庭院最初使用托斯卡纳柱装饰，但后来用简朴的柱子取代。原来的楼梯仍然保留， 这里有一尊的半身像，经过这个楼梯是第二个庭院。 一个院子是男人的，另一个是女人的。 这里仍然可以看到科尔特斯最著名的肖像。南侧走廊有一系列小而奇怪的面孔，常被错误地认为是科尔特斯的亲戚。

### 医院
耶稣医院是墨西哥城最古老的建筑物之一。可能在1524年开始运营，是当时大约同时开业的三家医院中的一家，但是各种记录的开业日期有所不同。 这座医院及教堂最初称为无玷始胎（Purísima Concepción），殖民时期开始时，通常称为侯爵医院（ Hospital del Marqués）。
这家医院最初是由佩德罗·巴斯克斯设计的，科尔特斯在遗嘱中，为该机构留下了一些田地。科尔特斯在医院大楼完工前去世，新西班牙殖民地政府雇用阿隆索·佩雷斯·德卡斯塔涅达接替巴斯克斯。六年后，已花费了43000比索，医院仍未完成。
130年后，安东尼奥·德卡尔德龙·贝纳维德斯被任命为该机构的负责人，完成这项工程。当时，医院收到了拿撒勒人耶稣的圣像，1665年最终投入使用时，就以这幅圣像命名。
在某种程度上，从建筑到维修，几乎新西班牙所有的主要建筑师都参与了这座建筑。其中包括：克劳迪奥·德阿西涅加、迭戈·德阿奎莱拉、塞巴斯蒂安·萨莫拉诺、佩德罗·德阿里塔和弗朗西斯科·安东尼奥·格雷罗和托雷斯。

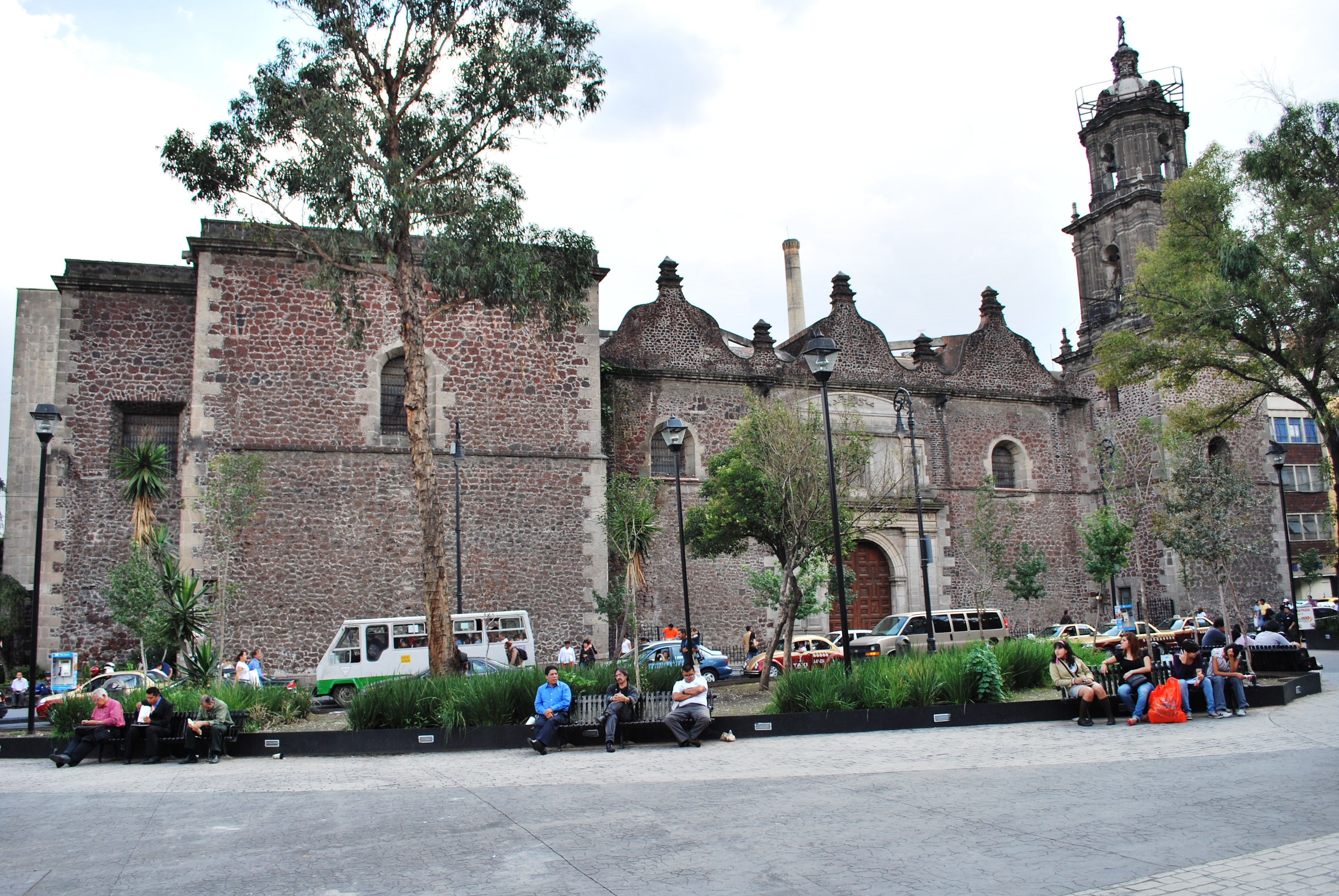
教堂立面

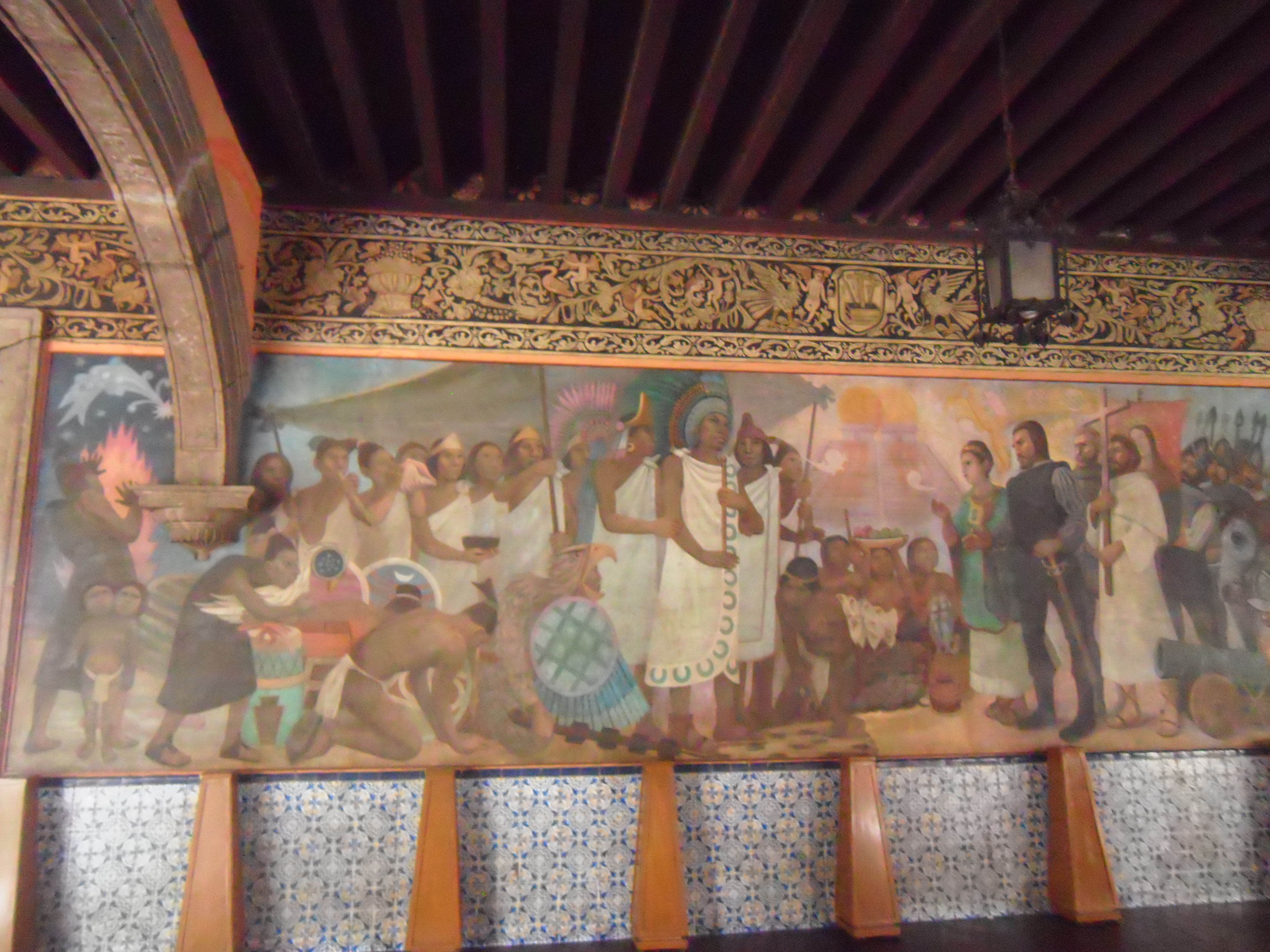

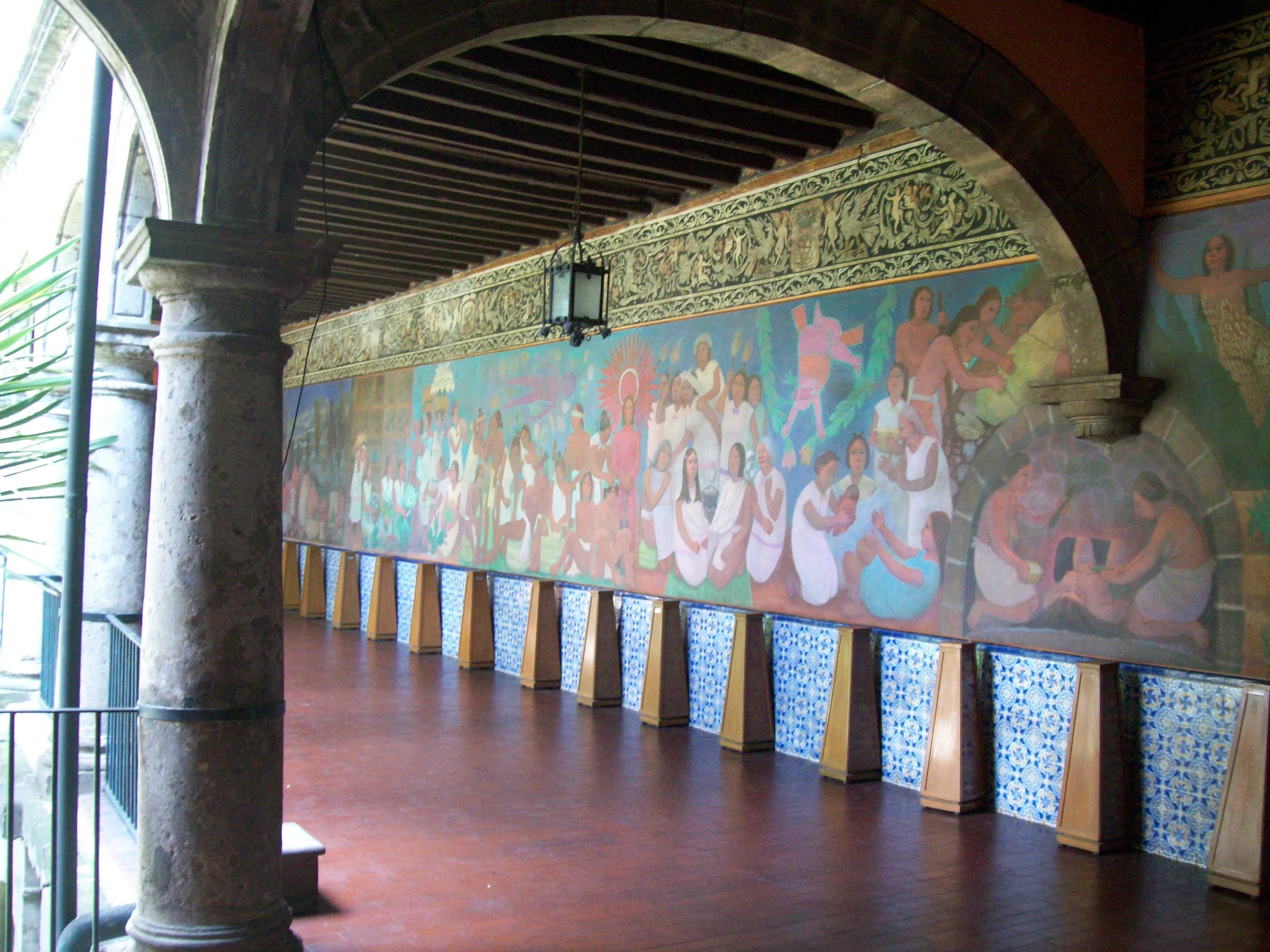

### 教堂

#### 壁画
拿撒勒人耶稣教堂里面光秃秃的。但是，咏经席和中殿的一部分保留了一幅由何塞·克莱门特·奥罗斯科绘制的长壁画。这幅作品的灵感来自启示录和第二次世界大战的恐怖。奥罗斯科在1942年至1944年期间进行创作，但没有完成。
教堂钟楼上的小圆顶上有一幅总领天神弥额尔像，经常被误认为是科尔特斯的肖像。祭衣间蓝色背景下有金色花朵的天花板，是伊利亚斯卡的尼科拉斯的作品。

#### 科尔特斯墓
1774年，总督雷维拉吉加多将科尔特斯的遗骸安放在这座教堂。与此同时，曼努埃尔·托尔萨创作了征服者的半身像，以及用青铜制成的纹章。 今天，教堂前面仍然有一个小牌子，说明坟墓曾在正祭台的左侧。 1882年8月，有人提议将遗骸移到墨西哥独立战争英雄墓旁，但这引起了骚动，一些人试图亵渎教堂的坟墓。遗体被转移到一个秘密的安全地点。